# Johann Ludwig Bassermann
Johann Ludwig Bassermann (* 29. Juni 1781 in Heidelberg; † 28. März 1828 in Mannheim) war ein deutscher Kaufmann und liberaler Politiker in Baden. 

## Leben
Er war Sohn von Johann Wilhelm Bassermann und Marie Elisabeth (geb. Erb). Er war Vetter von Friedrich Ludwig Bassermann. Beide besuchten in Mannheim eine Internatsschule, das Winterwebersche Institut. Danach erhielten beide eine sorgfältige kaufmännische Ausbildung zunächst in Frankfurt am Main. Johann Ludwig kehrte nach 1800 nach Mannheim zurück, um dort seine Ausbildung fortzusetzen. Er heiratete 1803 Susanna Elisabeth, die Tochter des Mannheimer Eisenhändlers Johann David Frohn. Johann Ludwig trat in die Firma seines Schwiegervaters ein. Nach dem Tod des Schwiegervaters 1806 wurde er völlig selbständig. Er firmierte unter „Ludwig Bassermann; Eisenwaren en gros, Kommission und Spedition.“ Trotz ungünstiger äußerer Umstände erlebte das Geschäft einen erheblichen Aufschwung. 
Im Jahr 1803 wurde er Mitbegründer des bürgerlichen Vereins Casino. Dieser stieg bald zum gesellschaftlichen und auch politischen Mittelpunkt Mannheims auf. Im Jahr 1807 erhielt er das Bürgerrecht und wurde Mitglied der Handelsinnung. Seit 1820 bis zu seinem Tod war er Zunftmeister der Innung. Diese hatte ihn schon 1809 in das neu gegründete vierköpfige Handlungskomitee entsandt. Dieses wurde zu einem wichtigen Gremium in Fragen des Handels und des Verkehrs. Es verfügte auch über enge Beziehungen zur badischen Staatsverwaltung, dass sich in wirtschaftlichen Fragen an das Komitee wandte. Im Jahr 1811 wurde Bassermann zum Ratsherren der Stadt Mannheim gewählt. Im selben Jahr hat er von dem Grafen Lagiary de Sarazona ein herrschaftliches Wohnhaus erworben. Dieses lag in einem Stadtquartier in dem bislang der Adel und die hohe Beamtenschaft dominierte. 
Er arbeitete eng mit dem Oberbürgermeister Johann Wilhelm Reinhardt, mit dem er über seinen Vetter verwandt war, zusammen. Politisches Ziel beider war die Befreiung des Wirtschaftslebens von staatlicher Kontrolle und Bevormundung. Bereits 1819 wurde er in die Badische Ständeversammlung gewählt. Dort galt er als Wirtschafts- und Steuerfachmann, war Mitglied der Budgetkommission und galt von Beginn an als entschiedener Liberaler. Im Jahr 1825 forderte er in einer großen Denkschrift die Einrichtung eines Rheinhafens in Mannheim, die Schiffbarmachung des Neckars sowie die Abschaffung der mittlerweile als anachronistisch angesehenen Stapelrechte und Zölle.
Aus seiner Ehe mit Susanna Elisabetha (* 4. Februar 1782 in Mannheim; † 19. April 1869 in Mannheim), eine geborene Frohn, gingen acht Kinder, zwei Töchter und sechs Söhne, hervor. Der jüngste Sohn Anton Bassermann wurde Jurist und wie sein Vater Mitglied in der Badischen Ständeversammlung.